# 서귀포대신중학교
서귀포대신중학교(西歸浦大新中學校)는 대한민국 제주특별자치도 서귀포시 강정동에 있는 공립 중학교이다.

## 학교 연혁
- 1998년 2월 20일 : 학교시설 준공
- 1998년 3월 1일 : 초대 교장 나인옥 선생 취임
- 1998년 3월 5일 : 제1회 입학식(6학급)
- 1998년 3월 24일 : 개교기념식 거행
- 2001년 2월 13일 : 제1회 졸업 (남학생 98명, 여학생 92명 계 190명)
- 2001년 11월 27일 : 체육관(대신관) 준공
- 2011년 3월 1일 : 15학급 인가ㆍ편성
- 2021년 2월 26일 : 일반교실 3실 증축
- 2023년 3월 1일 : 제13대 홍향숙 교장 부임
- 2023년 2월 28일 : 급식실 준공
- 2024년 1월 5일 : 제24회 졸업식(졸업생 214명, 누적 4,136명)
- 2024년 3월 1일 : 26학급 인가.편성(특수학급 1학급 신설)
- 2025년 3월 4일 : 제28회 입학식(9학급 254명 입학)

## 참고 자료
- 서귀포대신중학교 - 한국교육학술정보원 학교알리미